# Зіґфрід Гідіон
Зіґфрід Гідіон (нім. Sigfried Giedion, 14 квітня 1888, Прага [1] або Ленгнау, Швейцарія [2] — 9 квітня 1968 у Цюріх) — швейцарський історик архітектури.

## Життєпис
Зігфрід Ґідіон народився в Празі в родині швейцарських євреїв. Його батько був текстильним виробником із Цугерзе. У 1913 році закінчив Віденський університет, де вивчав механіку здобувши ступінь інженера. Не бажаючи займатися сімейним бізнесом, він писав вірші та п'єси, одну з яких поставив Макс Райнгардт. Потім він вивчав історію мистецтва в Мюнхені під керівництвом Генріха Вельфліна й у 1922 році, захистив дисертацію про романський стиль і пізнє бароко та класицизм. Ця робота викликала інтерес у відомого історика мистецтва Альфреда Брінкмана, який запросив Ґідіона до Кельна, але він відмовився, оскільки його не цікавила академічна кар'єра. Натомість у 1923 році він відвідав Вищу школу будівництва та дизайну у Веймарі, де познайомився з Вальтером Гропіусом. 
У 1925 р. він почав співпрацювати з Ле Корбюзьє. У 1928 році разом з Ле Корбюзьє та Елен де Мандро він заснував Міжнародний конгрес сучасної архітектури (фр. CIAM), і з 1928 по 1956 рік обіймав посаду його генерального секретаря. Того ж року він взяв участь у колективній ініціативі житлового масиву Нойбюль в Цюриху Німецький виробничий союз Німецького виробничого союзу Werkbundsiedlung Найбюль (Neubühl), одного з перших житлових масивів у стилі модерн, і залишався в керівному комітеті до 1939 року. Одночасно з 1938 по 1939 рік за ініціативою Гропіуса він викладав у Гарвардському університеті в Кембриджі, де читав меморіальні лекції Чарльза Еліота Нортона. Це допомогло сформувати основу для його роботи «Простір, час і архітектура», опубліковану в 1941 році, та «Механізація бере команду» (1948, англ. Mechanization Takes Command), що показують джерела і шляхи поширення раціоналізму в архітектурі, а також роботи Евіге Гегенварта: Die Anfänge der Architektur (1965), Phänomen des Wandels (1969) і Wege in die Öffentlichkeit (1987). З 1948 до 1959 року він працював у Політехнічному університеті Цюриха.

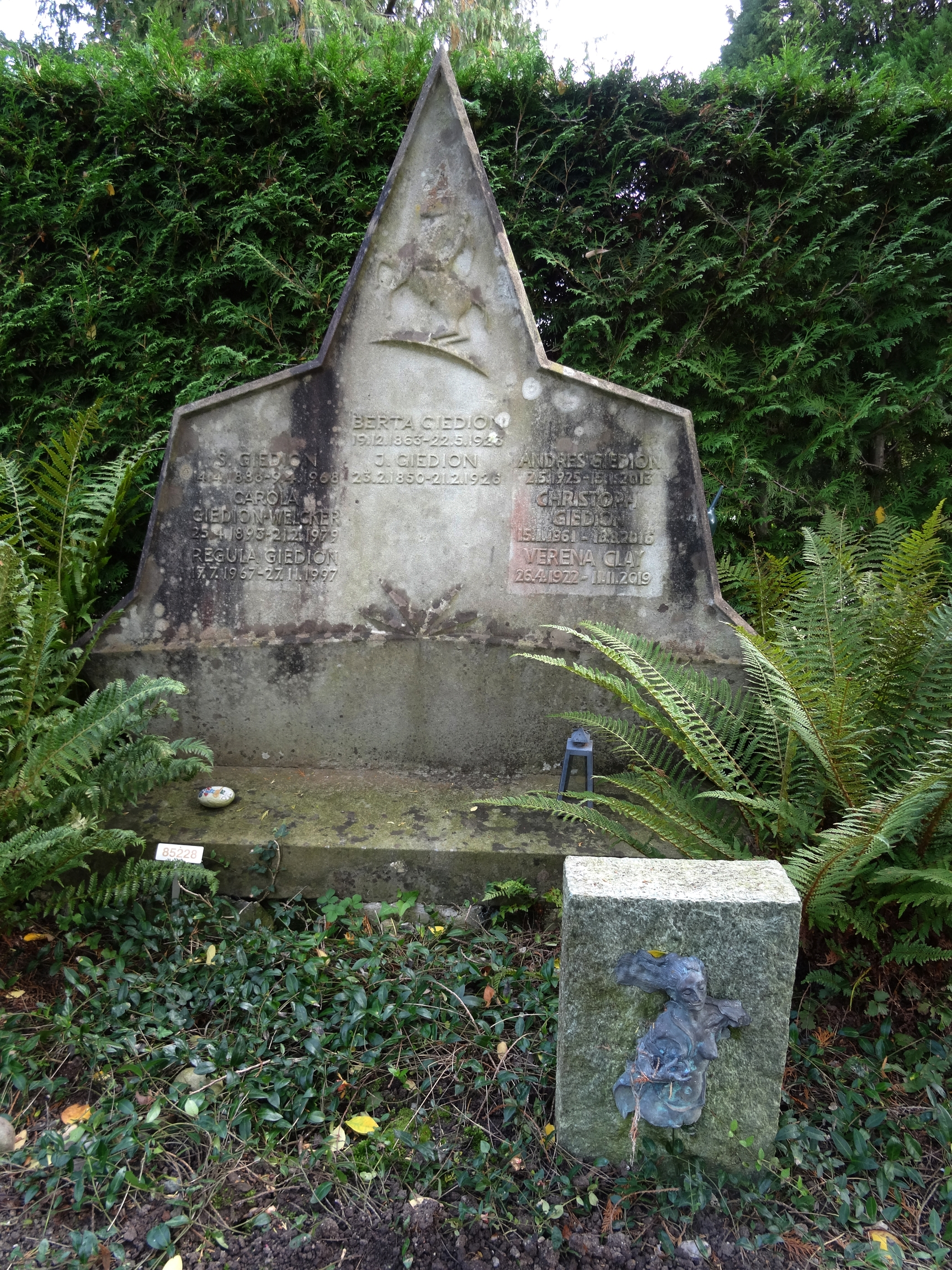
Могила на цвинтарі Регальп в Цюриху

Погляди Гідіона на житлову архітектуру проілюстровані такими цитатами з його книги «Befreites Wohnen»:
.

## Інтернет-ресурси
- Photograph of Sigfried Giedion (broken link)
- Sigfried Giedion, Man in Equipoise (1948)
- Review of Mechanization Takes Command at ediblegeography
- Sigfried Giedion (1888—1968), gta Archives, ETH Zurich.